# Neue Nationalgalerie

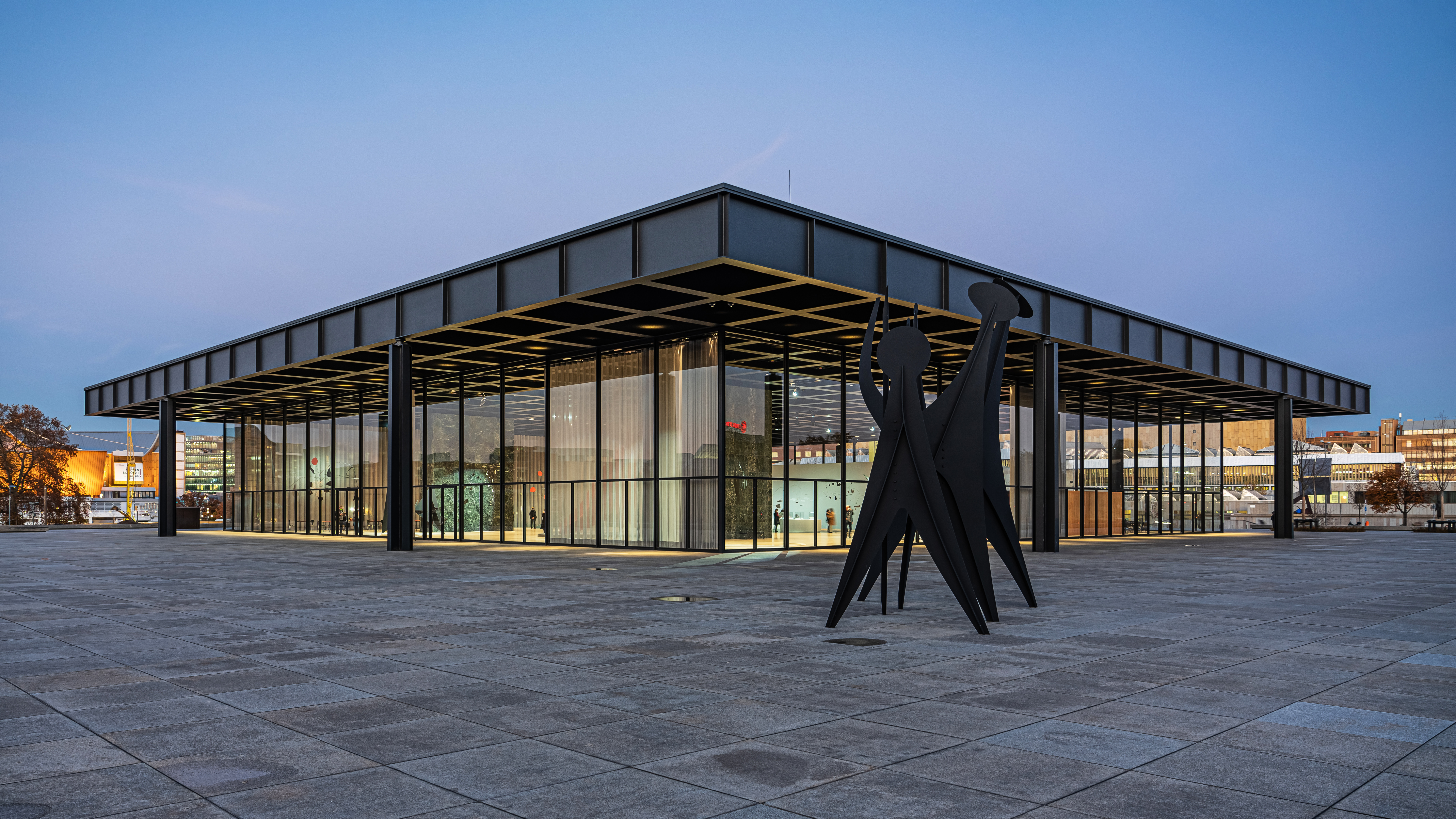
Neue Nationalgalerie.

Neue Nationalgalerie är ett museum för 1900-talskonst i Berlin. Det är beläget i området Kulturforum i stadsdelen Tiergarten och invigdes 1968. Närmaste tunnelbanestation är Mendelssohn-Bartholdy-Park.
Museibyggnaden var arkitekten Mies van der Rohes sista verk i Tyskland. Museet blev Västberlins nationalgalleri då Alte Nationalgalerie (det gamla nationalgalleriet) låg i Östberlin. 